# Picospardo's
Picospardo's es una obra de teatro del autor español Javier García-Mauriño Múzquiz, escrita en 1993.

## Argumento
Lucía y Charo, enfermera y asistente social respectivamente, en un hospital de una gran ciudad se ven desbordadas una noche ante la llegada de hasta 17 mujeres de todas las edades y condiciones sociales a las que han avisado que sus seres queridos - maridos, hijos - han sido hospitalizados como consecuencia de un grave accidente. El estupor y para algunas de ellas la consternación, llegan cuando se desvela que el accidente ha tenido lugar en un bar gay. Cada una de ellas reacciona de manera diferente ante la noticia.

## Producción
La obra se estrenó en el Teatro Español de Madrid el 27 de abril de 1995. El montaje estuvo dirigido por Mara Recatero y la interpretación corrió a cargo de Maru Valdivieso (Charo), Pilar del Río (Lucía), Belén Martín, Charo Vázquez, Julia Trujillo, Queta Claver, Julia Martínez, Encarna Gómez, Nuria Soler, Encarna Abad, Aurora Bautista, María Jesús Sirvent, Vicky Lagos, Milena Montes, Paloma Paso Jardiel, Mary Begoña, Roxana Esteve, Gemma Romero, Silvia Lurueña, Pilar Cervantes, Isabel Cisneros, Carmen Sainz, Lali Méndez, Manu Spla, Álvaro Armentia, Juan Manuel Rodríguez, Rafa Ortiz y Carlos Soria.

## Premios
- Premio Lope de Vega